# 陸前富山駅
陸前富山駅（りくぜんとみやまえき）は、宮城県宮城郡松島町手樽早川にある、東日本旅客鉄道（JR東日本）仙石線の駅である。

## 歴史
- 1928年（昭和3年）4月10日：宮城電気鉄道の富山駅（とみやまえき）として開業[3]。
- 1944年（昭和19年）5月1日：宮城電気鉄道の国有化により[3]、運輸通信省の駅となる。同時に陸前富山駅に改称[3]。
- 1945年（昭和20年）6月10日：休止[3]。
- 1946年（昭和21年）6月10日：営業を再開[3]。
- 1958年（昭和33年）10月1日：無人駅化[4]。
- 1987年（昭和62年）4月1日：国鉄分割民営化により、東日本旅客鉄道（JR東日本）の駅となる[3]。
- 2003年（平成15年）10月26日：ICカード「Suica」の利用が可能となる[5]。
- 2011年（平成23年）3月11日：東北地方太平洋沖地震とそれに伴う大津波の影響により、全線で不通となる。
- 2015年（平成27年）5月30日：仙石線の全線復旧により、営業を再開[6]。ただし、仙石東北ラインの列車は停車しない[7]。
- 2024年（令和6年）10月1日：えきねっとQチケのサービスを開始[1][8]。

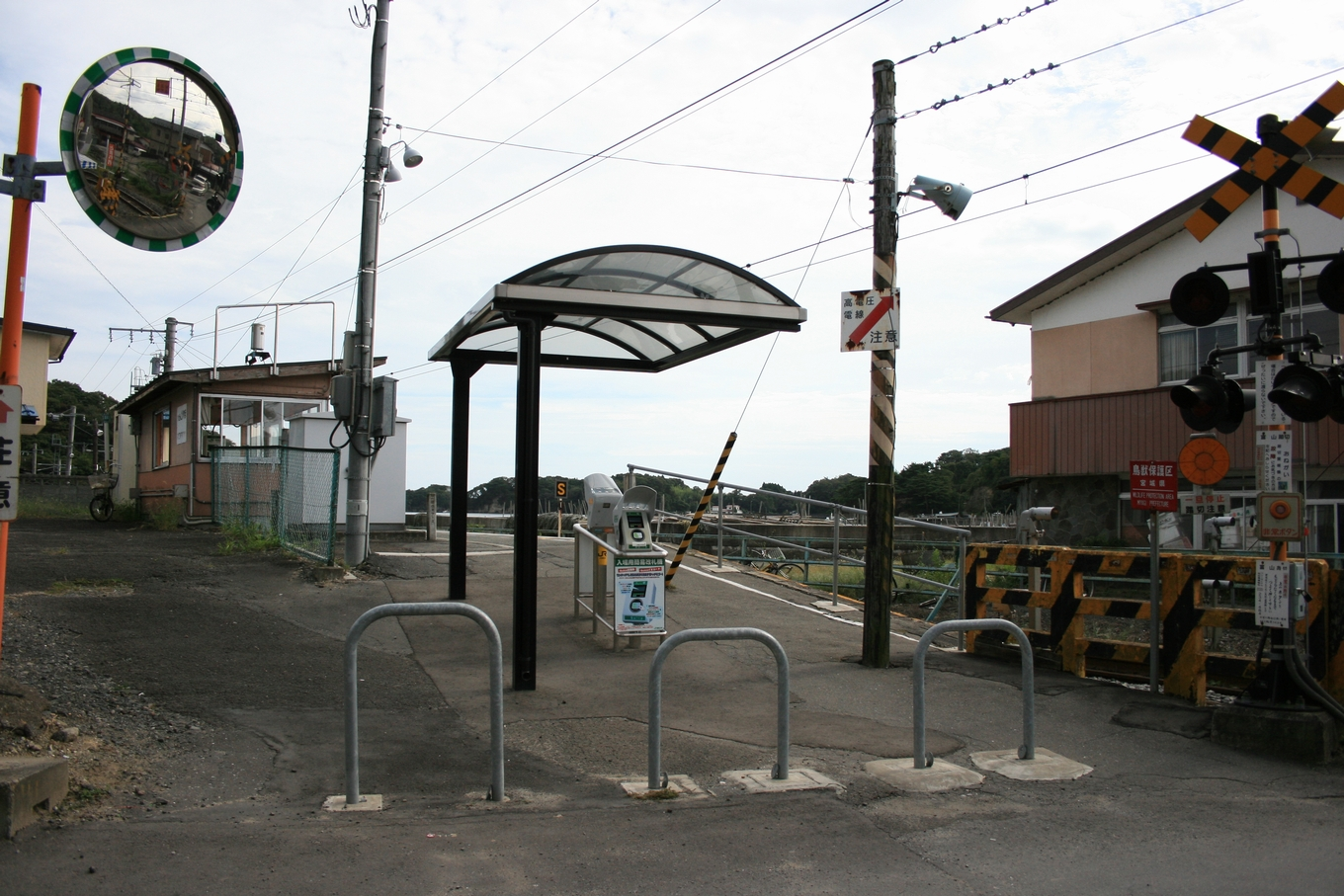
旧駅出入口（2007年9月）
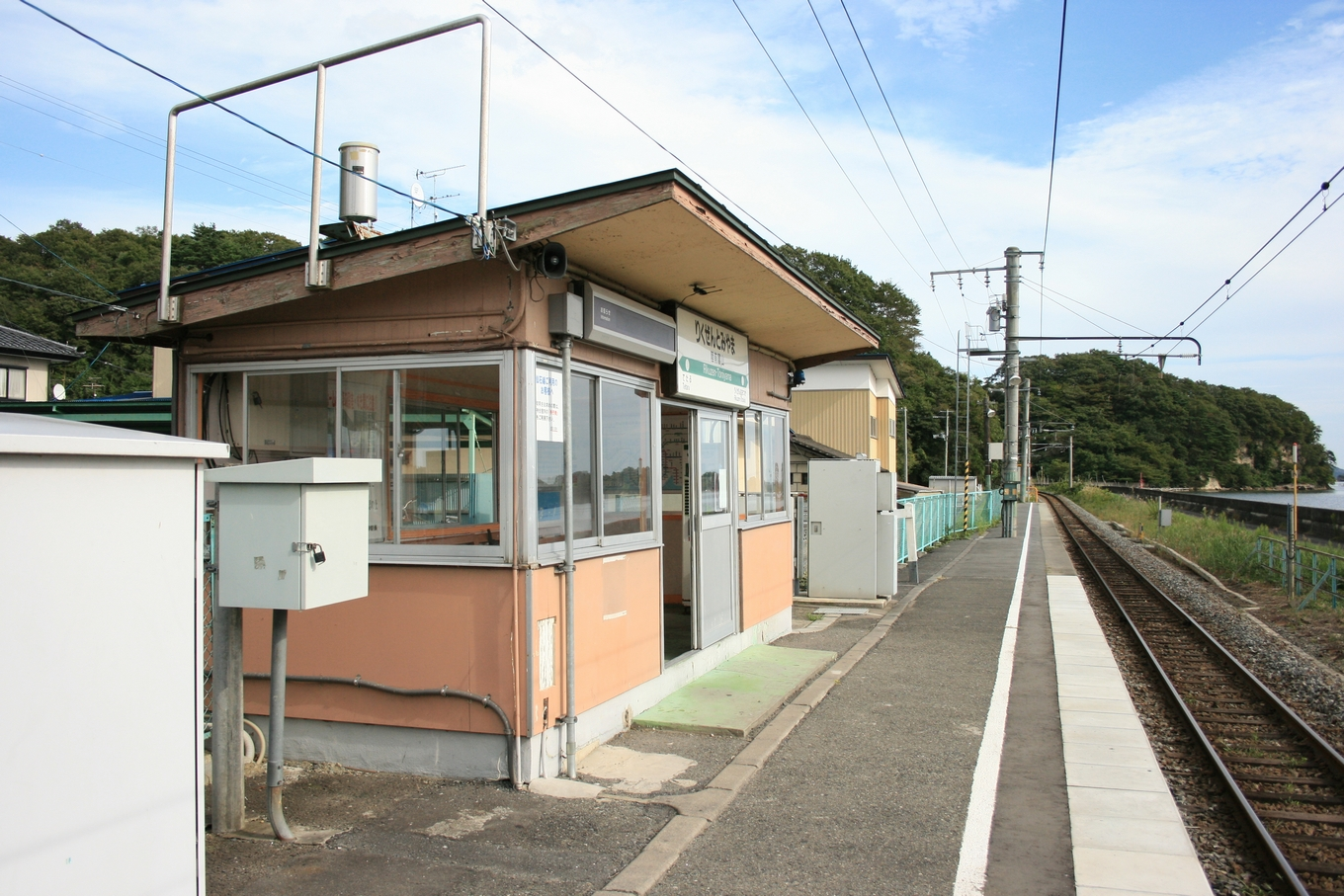
旧ホーム（2007年9月）
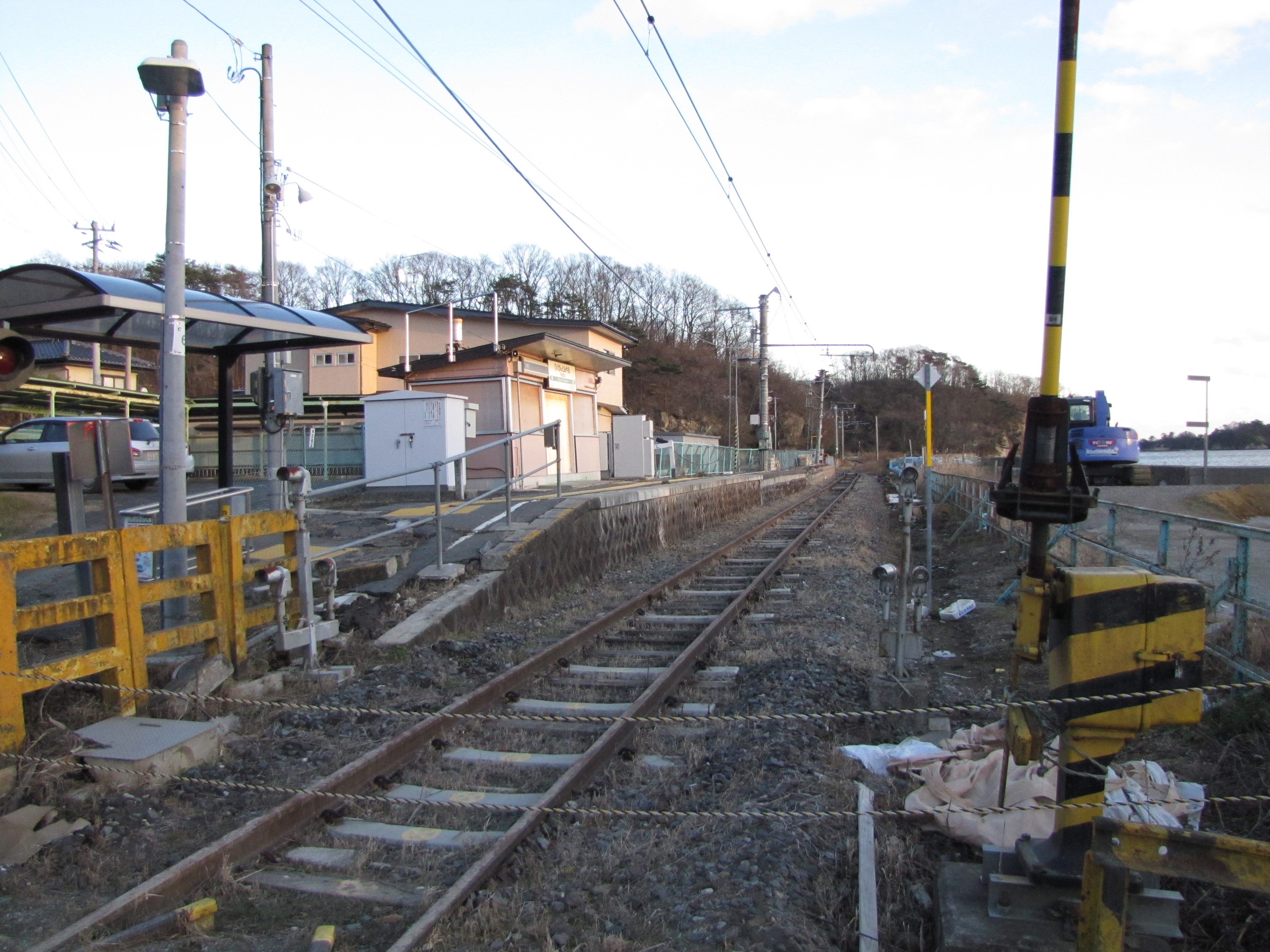
運休当時の駅構内（2012年12月）

## 駅構造
単式ホーム1面1線を有する地上駅である。
多賀城駅管理の無人駅である。ホーム入口に簡易Suica改札機、待合室内に乗車駅証明書発行機が設置されている。

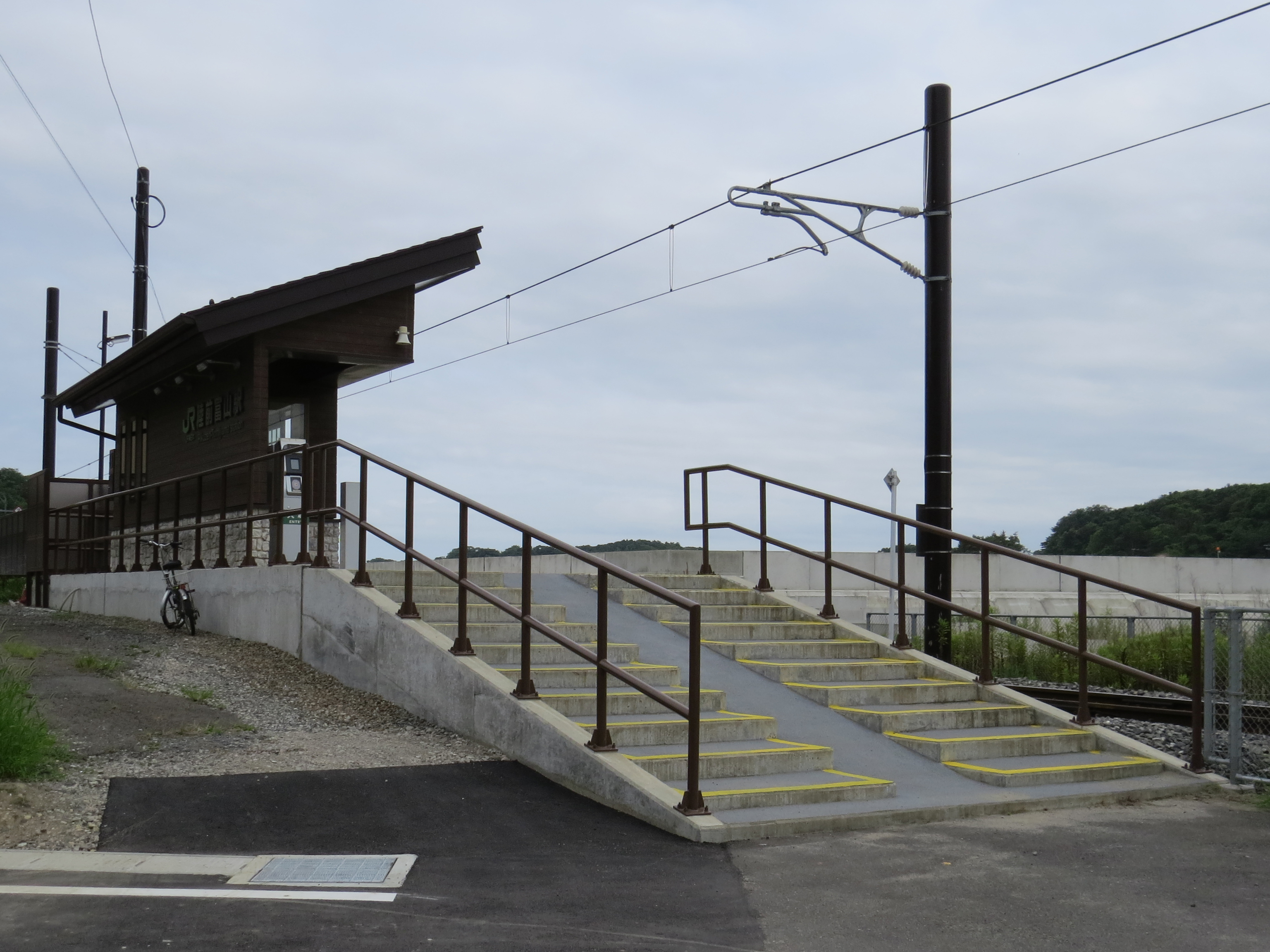
駅出入口（2017年7月）
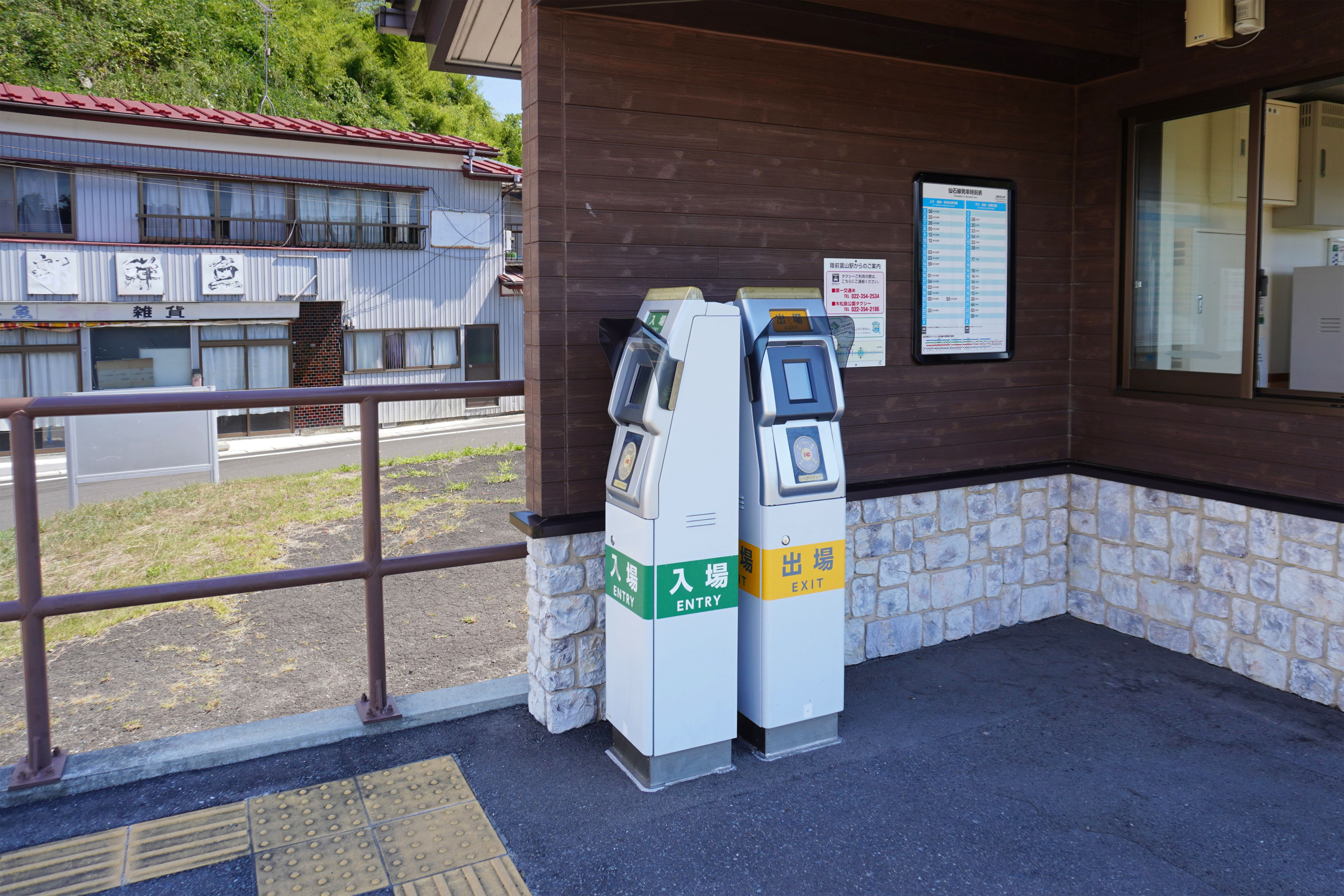
簡易Suica改札機（2023年8月）
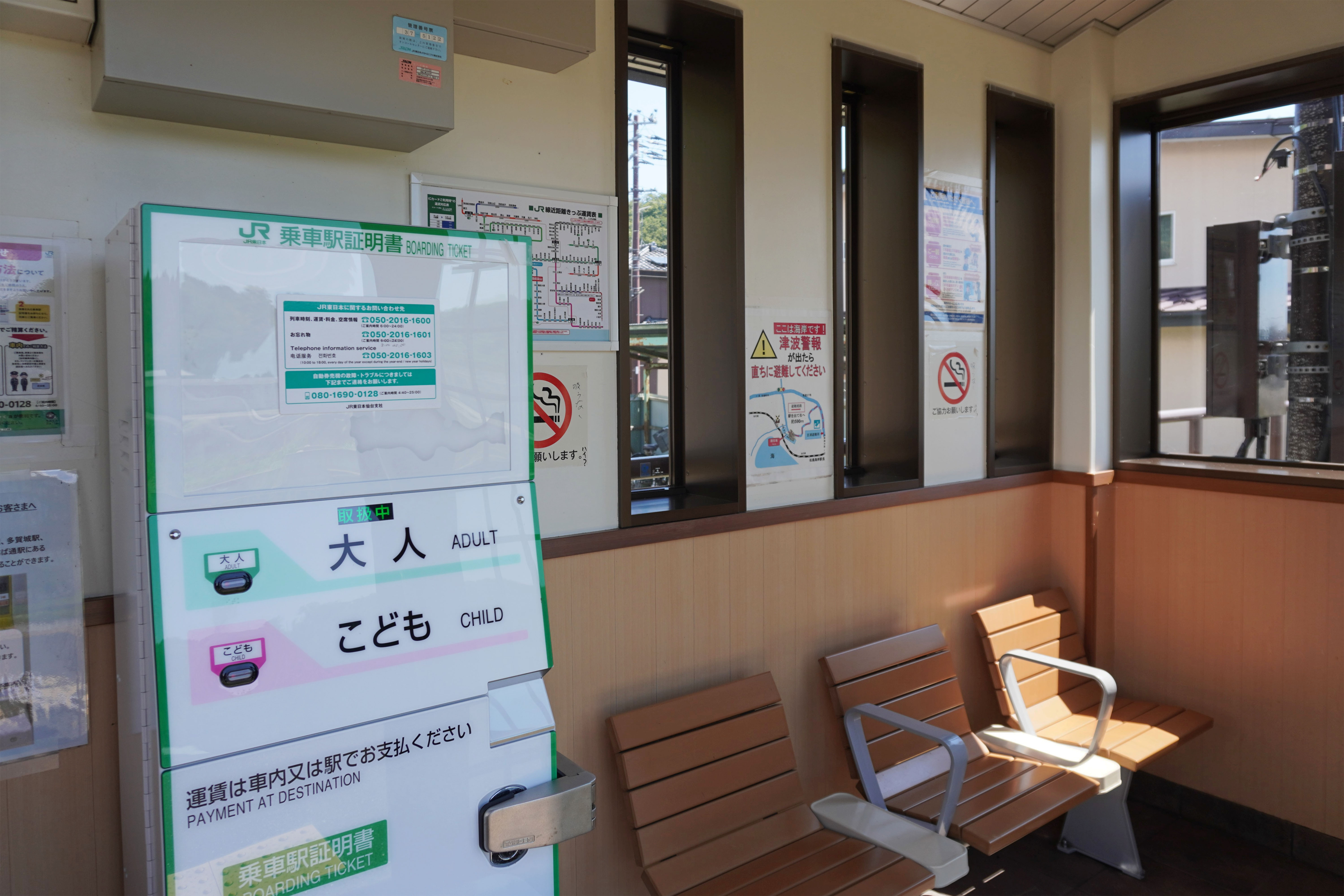
待合室内（2023年8月）
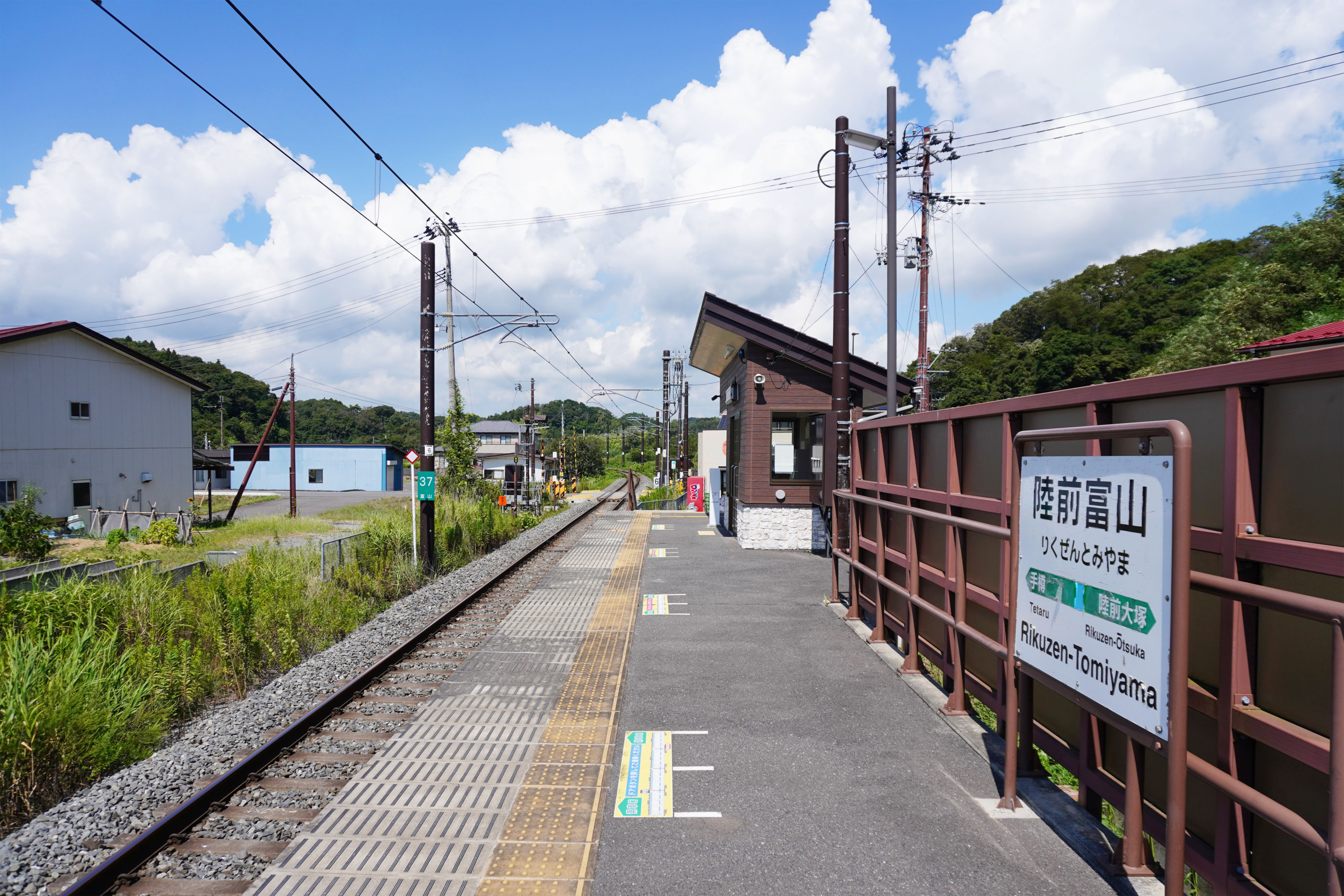
ホーム（2023年8月）

## 利用状況
「松島町統計資料」によると、1999年度（平成11年度）- 2004年度（平成16年度）の1日平均乗車人員の推移は以下のとおりであった。
以下に示す乗車人員数は推計値である。なお、2005年度（平成17年度）以降については、正確な数値が掴めないことにより、公表されていない。
| 乗車人員推移       | 乗車人員推移     | 乗車人員推移 |
| 年度               | 1日平均 乗車人員 | 出典         |
| ------------------ | ---------------- | ------------ |
| 1999年（平成11年） | 99               | [ 9 ]        |
| 2000年（平成12年） | 117              | [ 9 ]        |
| 2001年（平成13年） | 136              | [ 9 ]        |
| 2002年（平成14年） | 129              | [ 9 ]        |
| 2003年（平成15年） | 93               | [ 9 ]        |
| 2004年（平成16年） | 81               | [ 9 ]        |

## 駅周辺

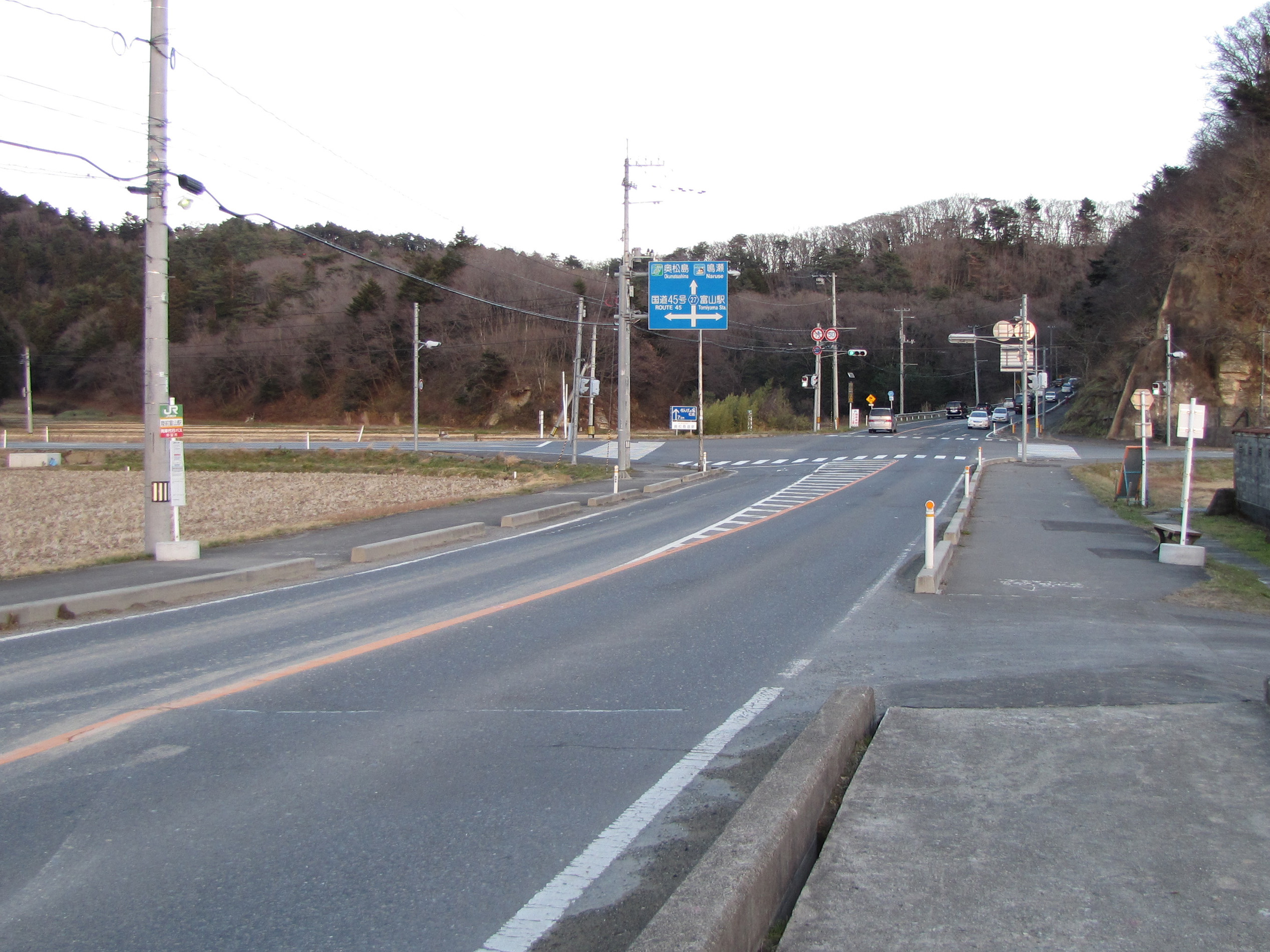
設置されていた代行バス乗り場

2015年（平成27年）5月29日まで運行されていた代行バスの乗り場は、駅から600メートルほど離れた県道上に設置されていた。
- 富山（松島四大観の1つ「麗観」）
  - 富山観音
- 富山簡易郵便局
- 松島フットボールセンター（旧仙台育英学園松島研修センター）

## 隣の駅
東日本旅客鉄道（JR東日本）
■仙石線
■普通
手樽駅 - 陸前富山駅 - 陸前大塚駅
■■仙石東北ライン
全列車通過